# Klibbglim
Klibbglim (Silene viscosa) är en växtart i familjen nejlikväxter.